# Veľkrop
Veľkrop je obec na Slovensku v okrese Stropkov. Žije zde 231 obyvatel. První zmínka o obci je z roku 1408.

## Památky
- Řeckokatolický chrám - Ochrany svaté Bohorodičky z roku 1850 - národní kulturní památka Slovenska[2]
- Vojenský hřbitov padlých v první světové válce